# ニックス プロフェッショナル メイクアップ
ニックス プロフェッショナル メイクアップ（NYX Professional Makeup）は、ロレアルグループに属するアメリカの化粧品メーカー。
韓国系アメリカ人のトニ・コによって1999年に設立され、世界70か国以上において製品が販売されている。

## 歴史
設立者のトニ・コが25歳の時、「ドラッグストアの販売価格で買える百貨店の美容品」を作ることを目的に立ち上げたニックス・コスメティクス（NYX Cosmetics）が同社の前身である。社名の"ニックス"は、ギリシャ神話に登場する夜の女神ニュクスからきている。彼女は両親から借りた25万ドルを元手に事業を開始し、最初に売り出した「ジャンボアイペンシル」は初年度で200万ドルの収益をもたらした。当初はプロ専用のメイクアップ用品として美容展示会で販売されていたが、その後一般の店舗にも販売網を拡大した。2014年にコはニックス・コスメティクスをロレアルに5億ドルで売却。この売却では5年間の競業避止義務が契約により定められていた。2015年、親会社となったロレアルはニックスの実店舗展開を開始。2016年には現在の「ニックス プロフェッショナル メイクアップ」としてリブランディングされた。2018年9月にはプロのメイクアップアーティストらによるオンラインコンテンツプログラム「マスタークラス」（Masterclass）を開始。2019年3月にはアメリカの野外音楽フェスティバル「コーチェラ・フェスティバル」の公式化粧品スポンサーに就任している。
日本では2006年から2012年にかけて数回ブランド展開が行われていたが、いずれも撤退という形となっている。その後2018年に日本ロレアルの下で販売が再開され、同年3月に東京・表参道の原宿店を皮切りに、日本国内に計5つの直営店がオープンしている。しかし、2020年6月23日に日本ロレアルがニックスの日本事業終了を発表し、同年9月14日より国内の直営店が順次閉店。30日には楽天やLOHACOでのオンラインによる取り扱いも終了することとなった。同社は事業の終了について、自社の中長期的なブランドポートフォリオの見直しを行った結果だとコメントしている。

## クルエルティフリー認証
ニックスは公式サイトのFAQページにて、アメリカの動物愛護団体PETAよりクルエルティフリー（動物実験を行っていないこと）のブランドであるという認証及び承認を受けていると公表している。また、「ヴィーガンフォーミュラ」（Vegan-Formulas）と称したヴィーガン向けの製品を幅広くラインアップしている。

## フェイスアワード
フェイスアワード（FACE Awards）は2011年よりニックスが主催するオンラインでのメイクアップコンテスト。アメリカではこれまでに計8回開催されており、参加者は毎回テーマに沿ったメイクアップ動画をYouTubeに公開し、一般投票と審査員による審査が行われる。2017年からは日本での大会も行われており、第1回と第2回はYouTuberの佐々木あさひと福世優里がそれぞれ優勝している。